# آگروسوپر
آگروسوپر اس.ای. (اسپانیایی: Agrosuper S.A.‎) یک شرکت سهامی خاص چندملیتی شیلیایی مستقر در رانکاگوا، منطقه ا هیگینز است. این شرکت در سال ۱۹۵۵ توسط گونسالو ویال ویال تأسیس شده است.